# Hermann Schmidt-Rahmer
Hermann Schmidt-Rahmer (* 1960 in Düsseldorf) ist ein deutscher Schauspieler, Bühnenmusikkomponist, Theater- und Opernregisseur, Autor, sowie Hochschullehrer an der Universität der Künste Berlin.

## Leben
Nach dem Schulabschluss nahm Schmidt-Rahmer 1979 ein Schlagzeugstudium an der Robert Schumann Hochschule in Düsseldorf auf. Von 1980 bis 1982 folgte ein Studium der Musikwissenschaft und Philosophie an der Universität München und von 1982 bis 1986 absolvierte er eine Ausbildung zum Schauspieler an der Universität der Künste Berlin.
Schmidt-Rahmer war von 1986 bis 1987 an der Freien Volksbühne Berlin, von 1987 bis 1990 am Schauspielhaus Köln, und von 1990 bis 1991 am Deutschen Schauspielhaus Hamburg wie auch am Wiener Burgtheater als Schauspieler engagiert.

### Regie
Er präsentierte 1990 am Schauspiel Köln mit Verlorene von Plino Marco seine erste Regiearbeit. 1991 führte er am Deutschen Theater Berlin Regie bei dem Stück Goldener Westen von Sam Shepard und von 1992 bis 1996 war er Oberspielleiter an der Württembergischen Landesbühne Esslingen.
In der Zeit zwischen 1996 und 2002 folgten weitere Engagements als Regisseur, unter anderem am Theater Ulm, Theater Basel, Theater Heidelberg und Staatstheater Braunschweig. Zu seinen dortigen Inszenierungen gehören Clavigo und Torquato Tasso von Johann Wolfgang von Goethe, Ein Volksfeind von Henrik Ibsen, Angriffe auf Anne (Attempts on her life) von Martin Crimp und Der Menschenfeind von Molière.
Seit 1999 ist Schmidt-Rahmer Hausregisseur am Schauspiel Dortmund, wo er unter anderem den Sturm von William Shakespeare, Amphitryon von Heinrich von Kleist, die Uraufführung von Die Wüste von Tankred Dorst und Hoffmanns Erzählungen von Jacques Offenbach auf die Bühne brachte.
Am Theater Nordhausen inszenierte Schmidt-Rahmer im Jahr 2000 Das Märchen der 672. Nacht von Jan Müller-Wieland, 2001 The Tender Land von Aaron Copland und im Mai 2003 Die Entführung aus dem Serail von Wolfgang Amadeus Mozart.
Am Staatstheater Wiesbaden führte Schmidt-Rahmer 2004/05 bei Giuseppe Verdis Rigoletto und im Januar 2006 bei Georges Bizets Carmen Regie. Im Schauspiel inszenierte er Iwan Turgenews Ein Monat auf dem Lande, Arthur Schnitzlers Das weite Land und Shoot / Get Treasure / Repeat von Mark Ravenhill.
Am Düsseldorfer Schauspielhaus setzte Schmidt-Rahmer zwischen 2008 und 2011 Herzschritt von Jan Neumann, Pariser Leben von Jacques Offenbach, The Black Rider von Robert Wilson, Tom Waits und William S. Burroughs und Rechnitz von Elfriede Jelinek in Szene. Ebenfalls von Jelinek produzierte er 2011 Ulrike Maria Stuart am Schauspiel Essen.
Seit 2013 inszenierte er am Schauspielhaus Bochum (Molieres Tartuffe, das selbst geschriebene Stück Gespenster des Kapitals, Elfriede Jelineks Die Schutzbefohlenen. Coda. Appendix. Epilog) am Schauspiel Frankfurt (Heerlager der Heiligen), 2018 an der Berliner Volksbühne (sein Stück Volksverräter!!), 2019 am Theater Essen (Robert Menasse, Die Hauptstadt) und Theater Freiburg (Elfriede Jelinek, Wut), 2021 und 2022 am Theater Essen (Bertolt Brecht, Die Rundköpfe und die Spitzköpfe und John Steinbeck, Früchte des Zorns,  2022 Lärm. Blinde sehen. Blindes Sehen von Elfriede Jelinek).

### Autor
H. Schmidt-Rahmer schrieb und inszenierte die Theatertexte Prisoner819 did a bad thing (Schauspiel Dortmund), Gespenster des Kapitals (Schauspielhaus Bochum), Volksverräter!! (Schauspiel Bochum und Volksbühne Berlin) und Ich habe nichts zu verbergen/Living with BIG DATA (Theater Essen).

### Musik
Schmidt-Rahmer arbeitete von 1990 bis 1991 als Bühnenmusikkomponist und als Musiker in diversen Avantgarde Jazz/Elektronik Formationen. 1991 schrieb er die Bühnenmusik für die Inszenierung von Manfred Karges Die Eroberung des Südpols am Deutschen Theater Berlin.

### Lehre
Seit 2011 ist Hermann Schmidt-Rahmer Professor für Szene an der Universität der Künste Berlin.

## Auszeichnungen
- 2004 Erster Preis auf dem NRW Theatertreffen für die Inszenierung von Marcel Prousts Auf der Suche nach der verlorenen Zeit.
- 2011 Publikumspreis beim Theatertreffen NRW in Wuppertal für Rechnitz.
- 2011 Nominierung für den Deutschen Theaterpreis Der Faust mit Rechnitz von Elfriede Jelinek.
- 2012 Auszeichnung als beste Inszenierung auf dem NRW Theatertreffen für die Regiearbeit Ulrike Maria Stuart.[1]
- 2005, 2012, 2014, 2019 und 2021 Ensemblepreise für die Arbeit mit Studierenden im Rahmen des Bundeswettbewerbs deutschsprachiger Schauspielschulen.

## Bibliographie
- Change the Pattern. Schauspielen Heute. Ein Handbuch. ISBN 978-3-89581-600-0.